# 中根忠容
中根 忠容（なかね ただかた、宝暦2年6月25日（1752年8月4日） - 文政12年（1829年）は、岡崎藩家老。中根家8代当主。中根忠有の子。通称は隼人。
天明元年（1781年）、岡崎藩2代藩主本多忠典から養嗣子の3代藩主本多忠顕の代に家老を務める。忠顕がまだ若年のため、服部平兵衛、江戸の両替商の三谷喜三郎らと藩政を主導した。32万両にまで膨れ上がった藩の借金を何とかするため、財政改革に着手する。その結果、寛政9年（1797年）までに改革の効果が現れて24万両にまで借金を減らすことができた。ところが成長した忠顕が反対派と結託して改革派の排斥に乗り出し、寛政8年（1796年）に片腕の服部平兵衛は失脚し、寛政11年（1799年）に忠容自身も失脚させられた。家督は忠素、忠祐、忠易と継ぎ明治維新に至る。